# Cooper Creek
La Cooper Creek est une rivière endoréique d'Australie, naissant dans le Queensland, à l'ouest de la Cordillère australienne, et coulant vers le Lac Eyre.
Connue également sous le nom de Barcoo River, c'est l'un des trois principaux cours d'eau du Queensland qui se jettent dans le bassin du lac Eyre. Son débit dépend des pluies de mousson tombées quelques mois plus tôt à plusieurs centaines de kilomètres de là, dans l'est du Queensland.
Avec ses 1 300 km de longueur, c'est le deuxième plus long réseau fluvial d'Australie après le Murray.

## Galerie

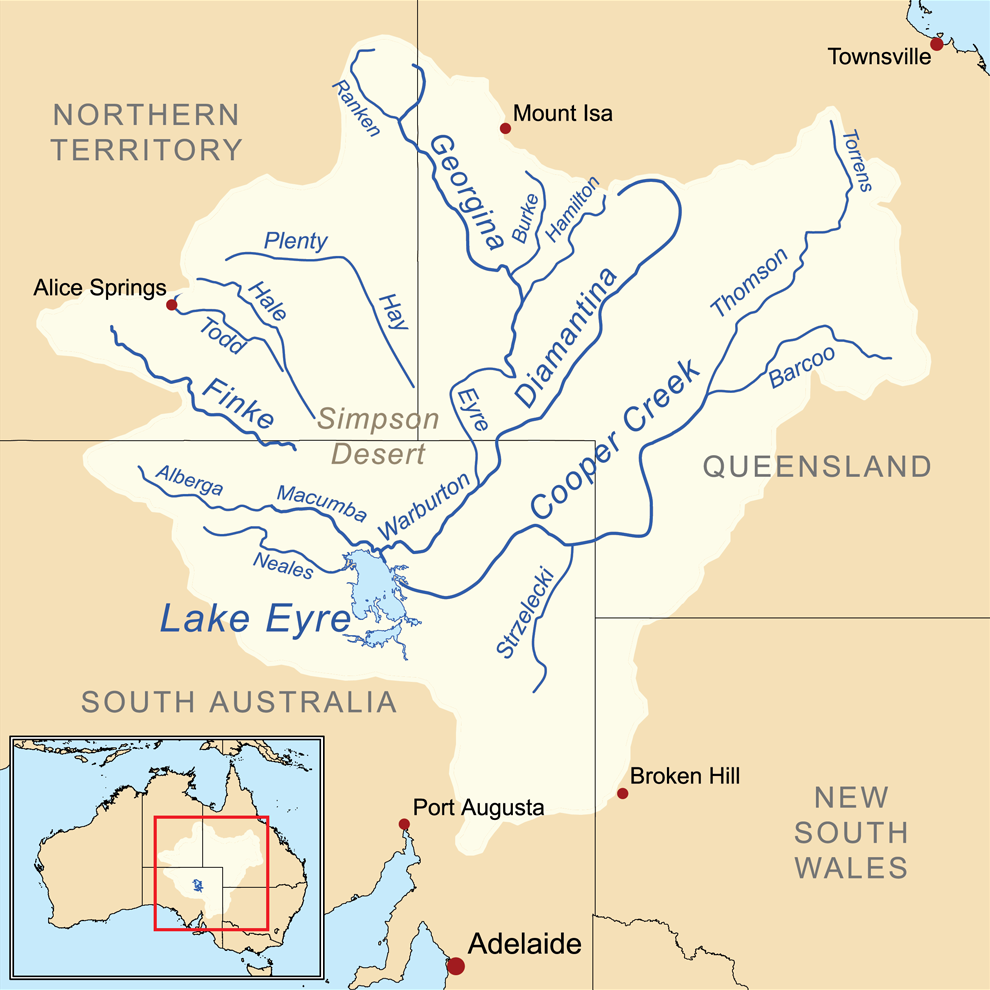
Carte du bassin du lac Eyre montrant la Cooper Creek.